# Hrabstwo Buffalo (Nebraska)

Piramida wieku hrabstwa

Hrabstwo Buffalo znajduje się w południowej części stanu Nebraska. W 2000 ludność wynosiła 42 259 osób, a gęstość zaludnienia 17 os./km². Jest piątym co do liczby ludności hrabstwem tego stanu. Zostało założone w 1855.  Siedzibą władz jest Kearney.

## Miasta
- Gibbon
- Kearney
- Ravenna

## Wioski
- Amherst
- Elm Creek
- Miller
- Pleasanton
- Riverdale
- Shelton

## CDP
- Glenwood
- Odessa
- Poole